# Großes und kleines Unland
Das Naturschutzgebiet Großes und kleines Unland liegt auf dem Gebiet der Stadt Rheine im Kreis Steinfurt in Nordrhein-Westfalen. Das Gebiet erstreckt sich westlich der Kernstadt Rheine direkt an der am nördlichen Rand vorbeiführenden B 481 und direkt an der am westlichen Rand vorbeiführenden B 70. Die Landesgrenze zu Niedersachsen verläuft unweit westlich, östlich fließt die Ems. Unweit nordöstlich erstreckt sich das 7,88 ha große Naturschutzgebiet Feuchtgrünlandkomplex Ellinghorst.

## Bedeutung
Für Rheine ist seit 1998 ein 10,90 ha großes Gebiet unter der Kenn-Nummer ST-108 als Naturschutzgebiet ausgewiesen. Das Gebiet wurde unter Schutz gestellt
- zur Erhaltung von Lebensgemeinschaften und Lebensstätten bodennasser und feuchter Grünlandstandorte in Verbindung mit naturnahen Stillgewässern als Lebensraum für gefährdete Pflanzen- und Tierarten,
- aus wissenschaftlichen, naturgeschichtlichen, landeskundlichen und erdgeschichtlichen Gründen und
- wegen der Seltenheit, der besonderen Eigenart und Schönheit der Fläche.